# Snöget
Snöget (Oreamnos americanus) är ett partåigt hovdjur, placerad som ensam art i släktet Oreamnos och endemisk för norra Klippiga bergen.

## Utbredning och habitat
Snögeten bebor topparna av norra Klippiga bergen ovanför skogsgränsen. Utbredningsområdet sträcker sig från sydöstra Alaska över västra Kanada till nordvästra USA (delstaterna Washington, västra Montana och Idaho). I några andra regioner av USA som South Dakota och Colorado har snögeten blivit införd av människan. Geten vistas på branta klippiga bergssluttningar som delvis täcks av ängar. Under sommaren vandrar den upp till områden som ligger 5 000 meter över havet och under vintern vistas den i lägre regioner.

## Utseende
Pälsen består av vit till gulvit, tät och tjock ull samt av styvare hår, vilka längs ryggsidan är längre och upprättstående. Den har hakskägg. Båda könen har horn, som är 20 till 30 centimeter långa, liknar gemsens och lite bakåtböjda. Kroppslängden är 1,2 till 1,6 meter, höjden över skuldran  90 till 120 centimeter och den når en vikt av 42 till 140 kg. De flesta hanar väger mellan 61,5 och 82 kg och är tyngre än honor där merparten väger 57 till 70,5 kg. Ögonen samt nosens spets är svart i kontrast till den vitaktiga pälsen. 

## Ekologi
Snögeten är vanligtvis aktiv tidigt på morgonen eller sent på kvällen, ibland födosöker den under natten. Under vilopauser använder geten fördjupningar i marken som den skapar själv med sina främre extremiteter. Djuret har särskild god förmåga att klättra. Under loppet av 20 minuter kan den klättra upp mer än 450 meter.
Under sommaren lever honor i små grupper av högst fyra individer och hannar lever ensamma. Vid denna tid omfattar ett revir i genomsnitt 23 km². Under vintern samlas getterna till större hjordar. Snögetter av honkön är aggressivare än honor av andra partåiga hovdjur. Ibland strider honorna liksom hannarna för territoriets eller födans skull.

### Föda
Födan utgörs av gräs, barr, löv, mossa, lav och andra växtdelar, men andelen av de olika ämnena varierar med årstiderna. Under våren och sommaren slickar snögeten ofta salt från stenar.

### Fortplantning
Parningstiden ligger mellan november och januari. Vid denna tid försöker en hanne att få kontroll över en hona eller över en grupp honor. Är hannen framgångsrik försvarar han honorna mot andra hannar. Dessa strider förs ofta aggressivt och varje hanne försöker att ramma sina horn i motståndarens sida. På så sätt orsakas ibland större sår eller döden för en av kontrahenterna.
Efter dräktigheten, som varar i cirka 180 dagar, föder honan vanligen en enda unge. Tvillingar eller trillingar är sällsynta. Ungarna är "borymmare" och har redan efter en vecka förmåga att följa efter modern. Efter tre till fyra månader slutar honan att dia. Kort före nästa parningstid måste ungdjuret lämna modern. Snögeten blir könsmogen efter ungefär 2,5 år.

### Livslängd och predation
Livslängden i naturen ligger mellan 12 och 15 år, den äldsta kända honan blev 18 år gammal. En viktig faktor är hur snabbt tänderna blir nedslitna.
Snögetens största naturliga fiende är puman. I lägre regioner jagas den också av kanadensiskt lodjur, brunbjörn, varg och järv. En vuxen get kan ofta försvara sig och sitt ungdjur väl mot rovdjur men är vanligen maktlös vid attacker från örn.[källa behövs]

## Status och hot
På grund av att utbredningsområdet är mindre tillgänglig för människor är denna get inte lika hotad som andra nordamerikanska däggdjur. Den jagades tidigare av indianerna för skinnets skull. Även nybyggare jagade geten och decimerade populationen en del. Idag uppskattas beståndet till 50 000 till 100 000 individer och arten listas av IUCN som livskraftig.

## Systematik
Idag är snögeten den enda arten i släktet Oreamnos.  En utdöd släkting, Oreamnos harringtoni, levde under pleistocen i sydvästra USA och norra Mexiko.
Trots namnet är snögeten inte närmare släkt med de egentliga getterna (släktet Capra). Artens närmaste släkting antas vara gemsen.
Det vetenskapliga släktnamnet är sammansatt av de grekiska orden oros (bergstrakt) och amnos (lamm). Artepitet syftar på Amerika.